# Waleed Salim
Waleed Salem Al-Badrani (Al Ain, 28 ottobre 1980) è un calciatore emiratino, portiere del Al-Ain.

## Palmarès

### Club
- UAE Arabian Gulf League: 3

Al-Ain: 2002-2003, 2003-2004, 2011-2012
- Coppa del Presidente degli Emirati Arabi Uniti: 3

Al-Ain: 2004-2005, 2005-2006, 2008-2009
- AFC Champions League: 1

Al-Ain: 2002-2003
- UAE Super Cup: 2

Al-Ain: 2003, 2009
- Etisalat Emirates Cup: 1

Al-Ain: 2008-2009